# A1 Team Indonesien
Das A1 Team Indonesien (engl. Stilisierung: A1Team.Indonesia) war das indonesische Nationalteam in der A1GP-Serie.

## Geschichte

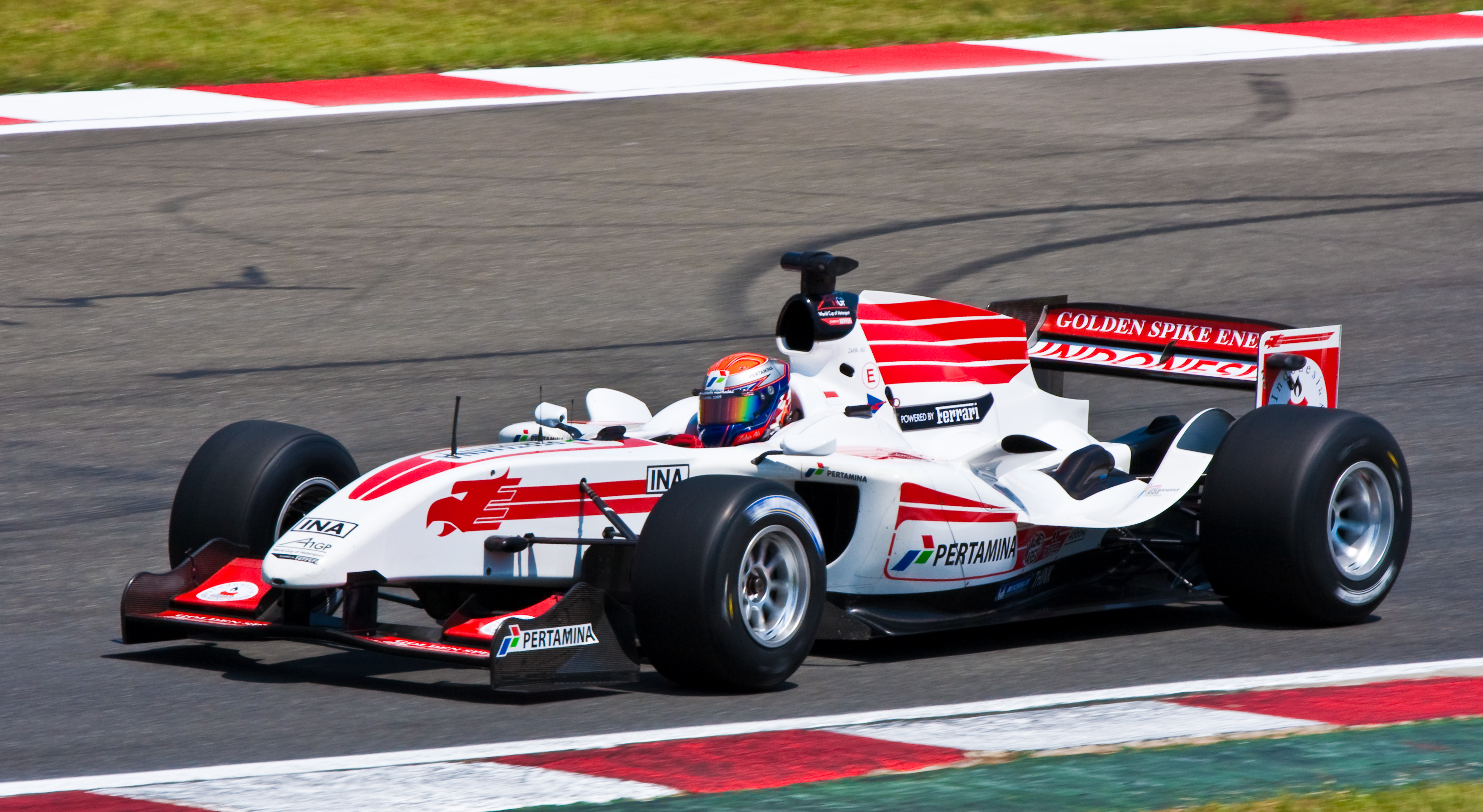
A1 Team Indonesien in Kyalami 2009

Der Gründer des A1 Team Indonesien ist nicht bekannt, zuletzt war Bagoes Hermanto Seatholder; als Rennstall fungierte bis einschließlich Zhuhai 2007 das britische Team CMS Operations und danach das ebenfalls britische Team Performance Racing.
In der ersten Saison war das Team unteres Mittelmaß. Den ersten Punktgewinn konnte es mit einem achten Platz im Hauptrennen auf dem EuroSpeedway Lausitz durch Stammfahrer Ananda Mikola feiern. Es folgten drei weitere Punkteplatzierungen mit einem neunten Platz im Sprintrennen in Estoril, einem sechsten Platz im Sprintrennen in Dubai und einem fünften Platz im Sprintrennen in Shanghai. Am vierten Rennwochenende in Eastern Creek nahm das Team nicht teil, da Ananda Mikola einem Rennen der asiatischen Formel-3-Meisterschaft aufgrund seiner Meisterschaftchancen den Vorzug gab und ein Ersatzpilot nicht gefunden werden konnte. Das Team beendete die Saison auf dem 18. Rang mit 16 Punkten.
In der folgenden Saison konnte das Team an diese Ergebnisse nicht mehr anknüpfen, der einzige Punkt wurde bereits am Auftaktwochenende in Zandvoort durch einen zehnten Platz im Hauptrennen erzielt, erneut durch Mikola. Es beendete die Saison auf dem 21. Gesamtplatz.
In der dritten Saison blieb das Team seiner Rolle treu. Der einzige Punkt konnte im Hauptrennen in Brands Hatch mit Satrio Hermanto am Steuer verbucht werden, es beendete die Saison erneut auf der 21. Gesamtposition.
In der vierten Saison zeigte sich das Team leicht verbessert. Zwei Punkteresultate in den Hauptrennen von Kyalami und Portimão, jeweils mit Zahir Ali am Steuer, bedeuteten am Ende Gesamtrang 20 mit drei Punkten.
Das A1 Team Indonesien hat an 38 Rennwochenenden der A1GP-Serie teilgenommen.

## Fahrer
Das A1 Team Indonesien setzte an Rennwochenenden vier verschiedene Fahrer ein, von denen alle auch an den Rennen selbst teilnahmen.

### Übersicht der Fahrer
| Fahrer            | RG | SR | HR | RS | 1. Pl.  | 2. Pl.  | 3. Pl.  | PP | SRR | Pkt. |
| ----------------- | -- | -- | -- | -- | ------- | ------- | ------- | -- | --- | ---- |
| Mikola, Ananda    | 40 | 20 | 20 | -  | 0 (0/0) | 0 (0/0) | 0 (0/0) | 0  | 0   | 17   |
| Hermanto, Satrio  | 30 | 15 | 15 | 9  | 0 (0/0) | 0 (0/0) | 0 (0/0) | 0  | 0   | 1    |
| Ali, Zahir        | 4  | 2  | 2  | 5  | 0 (0/0) | 0 (0/0) | 0 (0/0) | 0  | 0   | 3    |
| Soeprapto, Moreno | 2  | 1  | 1  | 9  | 0 (0/0) | 0 (0/0) | 0 (0/0) | 0  | 0   | 0    |

Legende: RG = Rennen gesamt; SR = Sprintrennen; HR = Hauptrennen; RS = Rookie-Sessions; PP = Pole-Position; SRR = schnellste Rennrunde

## Ergebnisse
| Saison | 1         | 1         | 2          | 2          | 3       | 3       | 4          | 4          | 5       | 5       | 6          | 6          | 7          | 7          | 8         | 8         | 9         | 9         | 10        | 10        | 11        | 11        | Rang | Punkte |
| ------ | --------- | --------- | ---------- | ---------- | ------- | ------- | ---------- | ---------- | ------- | ------- | ---------- | ---------- | ---------- | ---------- | --------- | --------- | --------- | --------- | --------- | --------- | --------- | --------- | ---- | ------ |
| 05/06  | Brands H. | Brands H. | EuroSpeed. | EuroSpeed. | Estoril | Estoril | Eastern C. | Eastern C. | Sepang  | Sepang  | Dubai      | Dubai      | Durban     | Durban     | Sentul    | Sentul    | Monterrey | Monterrey | Laguna S. | Laguna S. | Shanghai  | Shanghai  | 18.  | 16     |
| 05/06  | 17 MIK    | 23 MIK    | 14 MIK     | 8 MIK      | 9 MIK   | 23 MIK  |            |            | 23 MIK  | 14 MIK  | 6 MIK      | 22 MIK     | 21 MIK     | 19 MIK     | 11 MIK    | 14 MIK    | 12 MIK    | 16 MIK    | 20 MIK    | 19 MIK    | 5 MIK     | 21 MIK    | 18.  | 16     |
| 06/07  | Zandvoort | Zandvoort | Brno       | Brno       | Peking  | Peking  | Sepang     | Sepang     | Sentul  | Sentul  | Taupo      | Taupo      | Eastern C. | Eastern C. | Durban    | Durban    | Mexiko-S. | Mexiko-S. | Shanghai  | Shanghai  | Brands H. | Brands H. | 21.  | 1      |
| 06/07  | 19 MIK    | 10 MIK    | 16 MIK     | 15 MIK     | 15 MIK  | 16 MIK  | 20 MIK     | 15 MIK     | 14 MIK  | 11 MIK  | 15 MIK     | 22 MIK     | 17 MIK     | 13 MIK     | 10 MIK    | 19 MIK    | 8 MIK     | 11 MIK    | 13 MIK    | 16 MIK    | 17 SOE    | 16 SOE    | 21.  | 1      |
| 07/08  | Zandvoort | Zandvoort | Brno       | Brno       | Sepang  | Sepang  | Zhuhai     | Zhuhai     | Taupo   | Taupo   | Eastern C. | Eastern C. | Durban     | Durban     | Mexiko-S. | Mexiko-S. | Shanghai  | Shanghai  | Brands H. | Brands H. | ---       | ---       | 21.  | 1      |
| 07/08  | 20 HER    | 16 HER    | 19 HER     | 19 HER     | 19 HER  | 16 HER  | 17 HER     | 17 HER     | 16 HER  | 18 HER  | 21 HER     | 20 HER     | 16 HER     | 21 HER     | 14 HER    | 11 HER    | 19 HER    | 19 HER    | 19 HER    | 10 HER    |           |           | 21.  | 1      |
| 08/09  | Zandvoort | Zandvoort | Chengdu    | Chengdu    | Sepang  | Sepang  | Taupo      | Taupo      | Kyalami | Kyalami | Algarve    | Algarve    | Brands H.  | Brands H.  | ---       | ---       | ---       | ---       | ---       | ---       | ---       | ---       | 20.  | 3      |
| 08/09  | 15 HER    | 12 HER    | 18 HER     | 14 HER     | 13 HER  | 13 HER  | 13 HER     | 17 HER     | 18 ALI  | 9 ALI   | 14 ALI     | 10 ALI     | 12 HER     | 13 HER     |           |           |           |           |           |           |           |           | 20.  | 3      |

| Legende  | Legende            | Legende                                                          |
| Farbe    | Abkürzung          | Bedeutung                                                        |
| -------- | ------------------ | ---------------------------------------------------------------- |
| Gold     | –                  | Sieg                                                             |
| Silber   | –                  | 2. Platz                                                         |
| Bronze   | –                  | 3. Platz                                                         |
| Grün     | –                  | Platzierung in den Punkten                                       |
| Blau     | –                  | Klassifiziert außerhalb der Punkteränge                          |
| Violett  | DNF                | Rennen nicht beendet (did not finish)                            |
| Violett  | NC                 | nicht klassifiziert (not classified)                             |
| Rot      | DNQ                | nicht qualifiziert (did not qualify)                             |
| Rot      | DNPQ               | in Vorqualifikation gescheitert (did not pre-qualify)            |
| Schwarz  | DSQ                | disqualifiziert (disqualified)                                   |
| Weiß     | DNS                | nicht am Start (did not start)                                   |
| Weiß     | WD                 | zurückgezogen (withdrawn)                                        |
| Hellblau | PO                 | nur am Training teilgenommen (practiced only)                    |
| Hellblau | TD                 | Freitags-Testfahrer (test driver)                                |
| ohne     | DNP                | nicht am Training teilgenommen (did not practice)                |
| ohne     | INJ                | verletzt oder krank (injured)                                    |
| ohne     | EX                 | ausgeschlossen (excluded)                                        |
| ohne     | DNA                | nicht erschienen (did not arrive)                                |
| ohne     | C                  | Rennen abgesagt (cancelled)                                      |
| ohne     | keine WM-Teilnahme |                                                                  |
| sonstige | P/fett             | Pole-Position                                                    |
| sonstige | 1/2/3/4/5/6/7/8    | Punktplatzierung im Sprint-/Qualifikationsrennen                 |
| sonstige | SR/kursiv          | Schnellste Rennrunde                                             |
| sonstige | *                  | nicht im Ziel, aufgrund der zurückgelegten Distanz aber gewertet |
| sonstige | ()                 | Streichresultate                                                 |
| sonstige | unterstrichen      | Führender in der Gesamtwertung                                   |